# Adriano Cristofali
Adriano Cristofali, né le 25 mars 1718 à Vérone, où il est décédé le 28 janvier 1788, est un architecte italien.

## Œuvres
- Villa Bettoni à Gargnano.

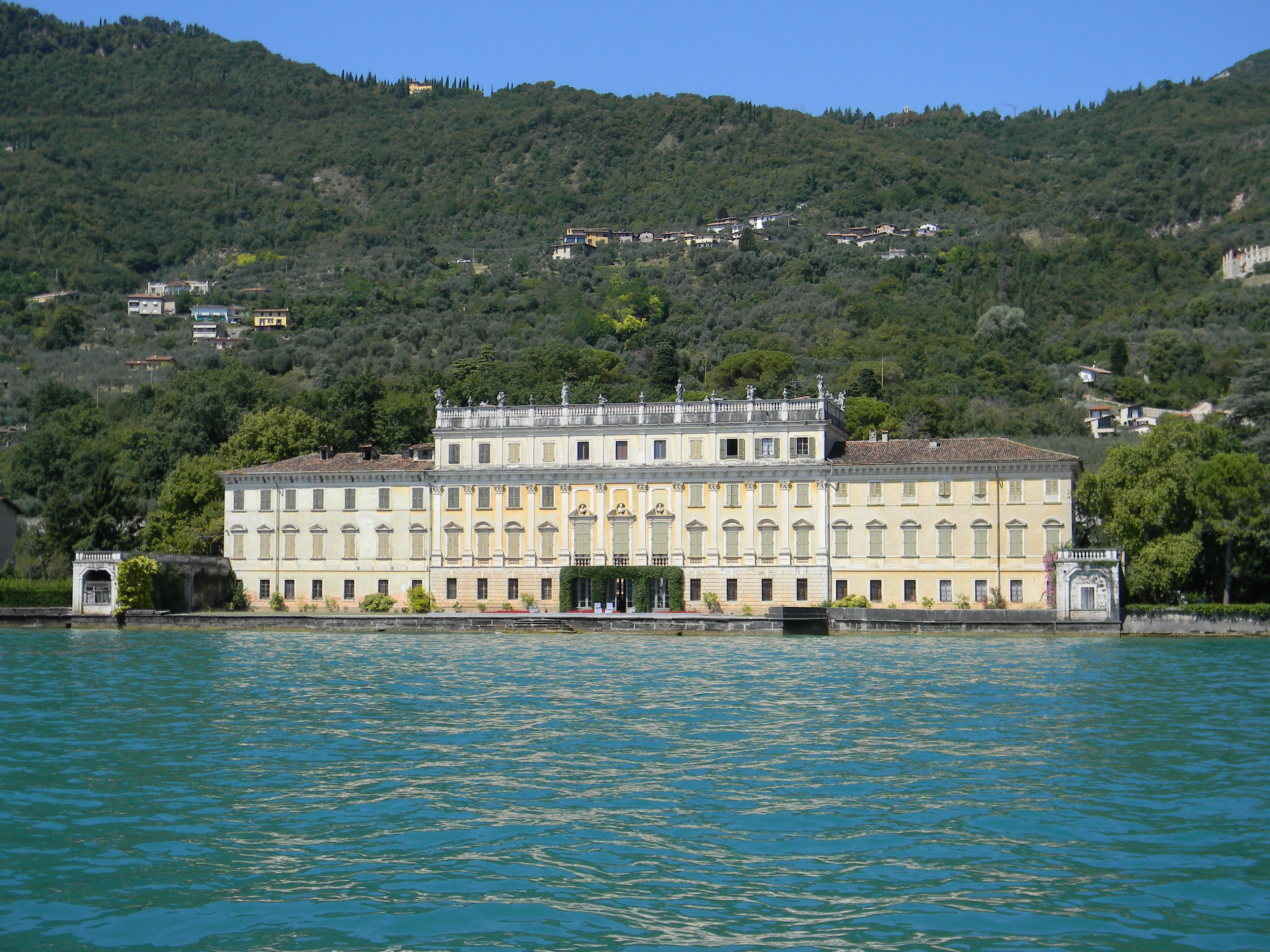
La villa Bettoni à Gargnano.

- Oratoire de l'église San Fermo Minore di Brà à Vérone.